# Famille de Malemort
La famille de Malemort est une ancienne famille noble française du Limousin.

## Historique
La famille de Malemort tire son nom du village de Malemort, si ce n'est ce village qui tire son nom de la famille. On trouve les premières traces de la famille de Malemort vers l'an mil, lorsqu'elle fait construire le castrum de Montemart sur les hauteurs de Malemort. De même, autour de la même période, Guy de Lastours se marie avec une certaine Engalcie de Malemort, fille de Hugues de Malemort. Étant donné que le blason de la famille figure dans la salle des croisades à Versailles, on peut imaginer que la famille a pris part à ces guerres en Terre Sainte. Lors de la bataille de Malemort (en 1177), les membres de la famille se seraient fait décimer, même si la légende voudrait qu'il n'y ait eu qu'un seul mort côté seigneurs limousins.
Entre 1275 et 1294, l'évêque de Limoges était Gilbert de Malemort. La baronnie de Donzenac, possédée par la famille fut donnée en dot de Galienne de Malemort à la famille de Ventadour, lors de son mariage avec Ebles de Ventadour. 
Au XIVe siècle, la famille de Malemort, bien qu'affaiblie, continue d'exister. Elle abandonne même son antique château sur les hauteurs de Malemort pour en construire un dans le village, le château de Bréniges. Mais la famille perd énormément lors de la guerre de Cent Ans, en se ralliant à l'Angleterre et au duc d'Aquitaine. Rien ne peut donc sauver la famille de Malemort, qui s'éteint lors du mariage d'Alemande de Malemort avec le vicomte Raymond V de Turenne (de la famille de Comborn) au XIIIe siècle.

### Héraldique
Le blason de la famille de Malemort est "fascé d'argent et de gueules de 6 pièces"

## Lignée principale
- Hugues de Malemort (910-?)
- Hugues II de Malemort (935-?), chevalier-banneret.
- Gaubert de Malemort (975-?), premier seigneur de Malemort.
- Hugues III de Malemort (?-1050), seigneur de Malemort et de Brives.
- Pierre Ier de Malemort (?-?), seigneur de Malemort.
- Guy de Malemort (?-1094), seigneur de Malemort.
- Pierre II de Malemort (?-?)
- Pierre III de Malemort (1110-?), seigneur de Malemort.
- Gilbert de Malemort (?-1211), seigneur de Donzenac.
- Géraud de Malemort (?-1231), , seigneur de Malemort et de Donzenac, sénéchal de Rouergue.
- Géraud II de Malemort (?-?)
- Géraud III de Malemort (?-1275), seigneur de Donzenac.